# Canuleius nudiceps
Canuleius nudiceps är en insektsart som beskrevs av Ludwig Redtenbacher 1906. Canuleius nudiceps ingår i släktet Canuleius och familjen Heteronemiidae. Inga underarter finns listade.